# Nikolaï Sklifossovski
Nikolaï Vassilievitch Sklifossovski (russe : Николай Васильевич Склифосовский ; ukrainien : Скліфосовський Микола Васильович) (6 avril 1836 à Dzerjinscoe en Moldavie - 13 décembre 1904 à Iakivtsi) est un chirurgien et physiologiste ukraino-russe d'origine moldave. Sklifossovski est professeur de médecine à Saint-Pétersbourg, Kiev et Moscou. Il est l'un des fondateurs de la Ville Clinique du Pole Devichye (ru) et auteur d'ouvrages sur la chirurgie militaire de campagne et la chirurgie abdominale.

## Biographie
Il est né le 6 avril 1836 (25 mars dans le calendrier julien) près de la ville de Dubăsari, aujourd'hui en Moldavie dans la Transnistrie occupée par les Russes. En 1854, il entre à la faculté impériale de médecine de Moscou et obtient son diplôme avec succès en 1859.
En 1870, sur la recommandation d'un chirurgien russe de premier plan, Pirogov, Sklifossovski est invité à diriger le département de chirurgie de l'Université de Kiev. Cependant, il ne resta pas longtemps à Kiev car bientôt il repart en guerre, cette fois sur le théâtre de la guerre franco-prussienne.
Environ 10 000 blessés sont passés entre les mains de Sklifossovski. Les médecins et infirmières, parmi lesquels l'épouse du chirurgien Sofia Oleksandrivna, soutiennent ses forces en lui versant de temps en temps quelques gorgées de vin dans la bouche entre les différentes opérations.
Il meurt le 13 décembre 1904 (30 novembre dans le calendrier julien) à Iakivtsi.

## Héritage

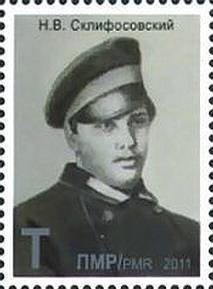
Le jeune Sklifossovski sur un timbre de Transnistrie de 2012

L'Institut des premiers secours d'urgence de Moscou, souvent abrégé en Sklif, porte son nom depuis 1923.
En 2001, la Banque centrale de Transnistrie organise la frappe d'une pièce d'argent représentant le natif de cette région, dans le cadre d'une série de pièces commémoratives honorant le «peuple exceptionnel de la Pridnestrovie».